# Robert Oran Fay
Robert Oran Fay (Robert “Bob” Oran Fay, né le 4 mars 1927 à Saint-Louis, décédé le 1er novembre 2015  à Norman) est un géologue et paléontologue américain.
En 1959, il décrit les genres de conodontes †Ctenognathodus et †Prionognathodus. En 1962, il décrit la classe d'échinodermes éteints des †Edrioblastoidea.

## Publications
- (en) Fay R.O., 1958. A Key to Conodont Genera and Sub-Genera.
- (en) Fay R.O., 1959. Generic and subgeneric homonyms of conodonts. Journal of Paleontology.
- (en) Fay R.O., 1962. Edrioblastoidea, a new class of Echinodermata. Journal of Paleontology.